# 居中环口螺
居中环口螺（学名：Cyclophorus mediastinus）为环口螺科环口螺属的动物，是中国的特有物种。分布于云南、四川等地，生活环境为陆地，主要栖息于潮湿多腐殖质的灌木草丛中、落叶石块下以及岩石缝中。